# Fluphenazine
Fluphenazine, được bán trên thị trường dưới tên nhãn hiệu Prolixin và những tên gọi khác, là một loại thuốc chống loạn thần. Thuốc được sử dụng trong điều trị các rối loạn tâm thần mãn tính như tâm thần phân liệt, và công hiệu tương đương với thuốc chống loạn thần có hiệu lực thấp như chlorpromazine. Thuốc đưa vào cơ thể bằng đường uống, tiêm bắp, hoặc tiêm dưới da. Ngoài ra thuốc còn một dạng tiêm tác dụng dài kéo dài bốn tuần. Fluphenazine decanoate, dạng tiêm depot của fluphenazine, không nên được sử dụng cho người bị trầm cảm nặng.
Tác dụng phụ thường gặp bao gồm vấn đề về vận động, buồn ngủ, trầm cảm và tăng cân. Tác dụng phụ nghiêm trọng có thể xảy ra hội chứng thuốc tâm thần ác tính, lượng bạch cầu hạ thấp, và rối loạn vận động chậm có khả năng di chứng vĩnh viễn. Ở những người lớn tuổi bị rối loạn tâm thần do suy giảm trí nhớ có thể làm tăng nguy cơ tử vong. Thuốc cũng làm tăng prolactin dẫn đến tăng sản xuất sữa, làm ngực to ở nam giới, rối loạn cường dương và không có kinh nguyệt. Không rõ có an toàn sử dụng trong thai kỳ. Fluphenazine là một thuốc chống loạn thần điển hình của nhóm phenothiazin. Cơ chế không hoàn toàn rõ ràng nhưng có liên quan đến khả năng ngăn chặn các thụ thể dopamine. Trong 40% những người dùng phenothiazin dài hạn, xét nghiệm chức năng gan có bất thường nhẹ.
Fluphenazine được đưa vào sử dụng vào năm 1959.  Dạng tiêm của thuốc được đưa vào Danh sách các thuốc thiết yếu của WHO, các loại thuốc hiệu quả và an toàn nhất cần thiết trong một hệ thống y tế. Và cũng sẵn có ở dạng thuốc gốc. Tại Hoa Kỳ, thuốc viên có giá từ 0,22 đến 0,42 USD mỗi ngày cho một liều điển hình. Chi phí bán buôn dạng tác dụng dài hạn ở các nước đang phát triển từ 0,20 đến 6,20 USD mỗi lần tiêm vào năm 2014. Thuốc đã bị ngưng ở Úc vào giữa năm 2017.